# Луговской сельсовет (Тальменский район)
Луговской сельсовет — муниципальное образование со статусом сельского поселения и административно-территориальное образование в Тальменском районе Алтайского края России. Административный центр — село Луговое.

## Население
| 1997  | 1998  | 1999  | 2000  | 2001  | 2002  |
| ----- | ----- | ----- | ----- | ----- | ----- |
| 2059  | ↗2138 | ↘2135 | ↗2137 | ↘2088 | ↘1732 |
| 2003  | 2004  | 2005  | 2006  | 2007  | 2008  |
| ↗1776 | ↗1778 | ↘1775 | ↘1748 | ↗1765 | ↗1770 |
| 2009  | 2010  | 2011  | 2012  | 2013  | 2014  |
| ↗1828 | ↘1658 | ↘1652 | ↗2016 | ↘1995 | ↘1988 |
| 2015  | 2016  | 2017  | 2018  | 2019  | 2020  |
| ↘1936 | ↘1933 | ↘1932 | ↗1948 | ↘1939 | ↘1924 |
| 2021  |       |       |       |       |       |
| ↗1927 |       |       |       |       |       |

По результатам Всероссийской переписи населения 2010 года, численность населения муниципального образования составила 1658 человек, в том числе 780 мужчин и 878 женщин. 

## Населённые пункты
В состав сельского поселения входит 3 населённых пункта:
- Выползово (село) — 451[11]
- Забродино (село) — 356[11]
- Луговое (село, административный центр) — 1188[11]

Луговской — упразднённый в 2000 году посёлок.